# シャルル・ラゴン・ド・バンジュ
シャルル・ラゴン・ド・バンジュ（Charles Ragon de Bange, 1833年 - 1914年）は、エコール・ポリテクニークの卒業生で、19世紀のフランス陸軍の砲兵大佐 。単にド・バンジュと呼ばれることが多い。最初の実用的な後装砲の尾栓を発明した。その基本概念は現在でも使用されている。またド・バンジュ砲システムと呼ばれる、様々な口径からなるフランス陸軍の砲体系を作ったが、第一次世界大戦においても使用された。

## 経歴

### ド・バンジュ式緊塞方式

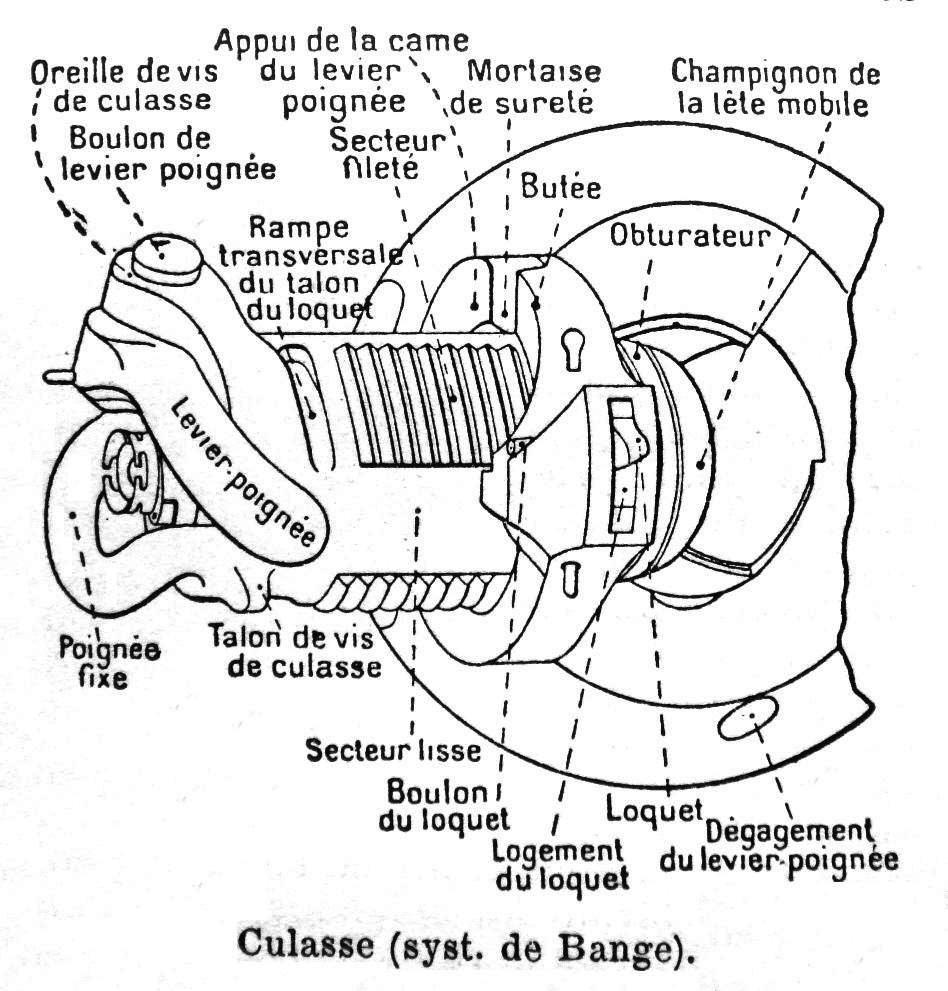
ド・バンジュ式緊塞方式の大砲の尾栓。Obturateurが緊塞環である

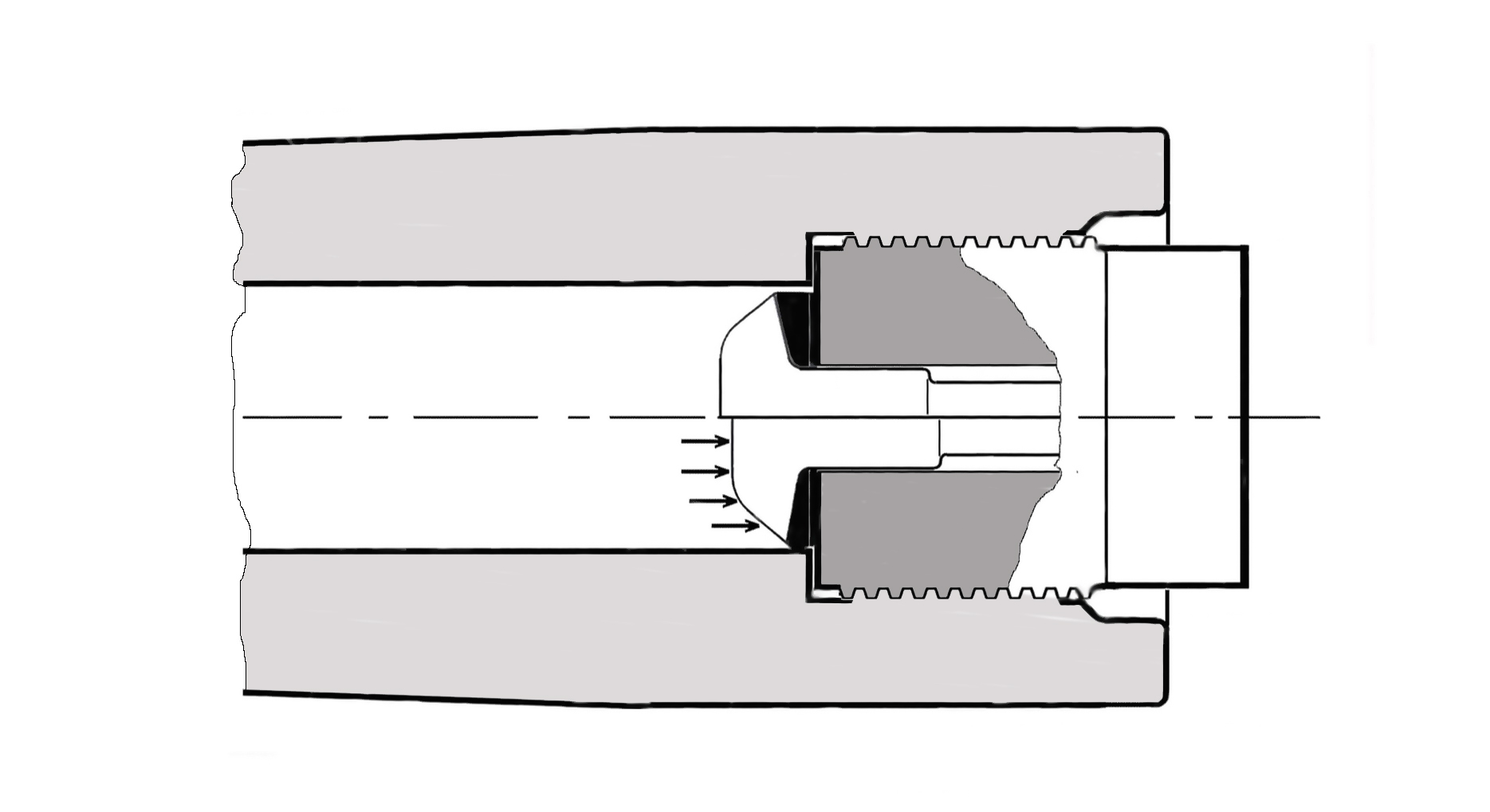
遊頭（白）と緊塞環（黒）の動作メカニズム

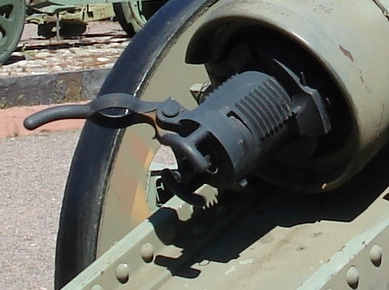
ド・バンジュ155 mm重砲の尾栓部

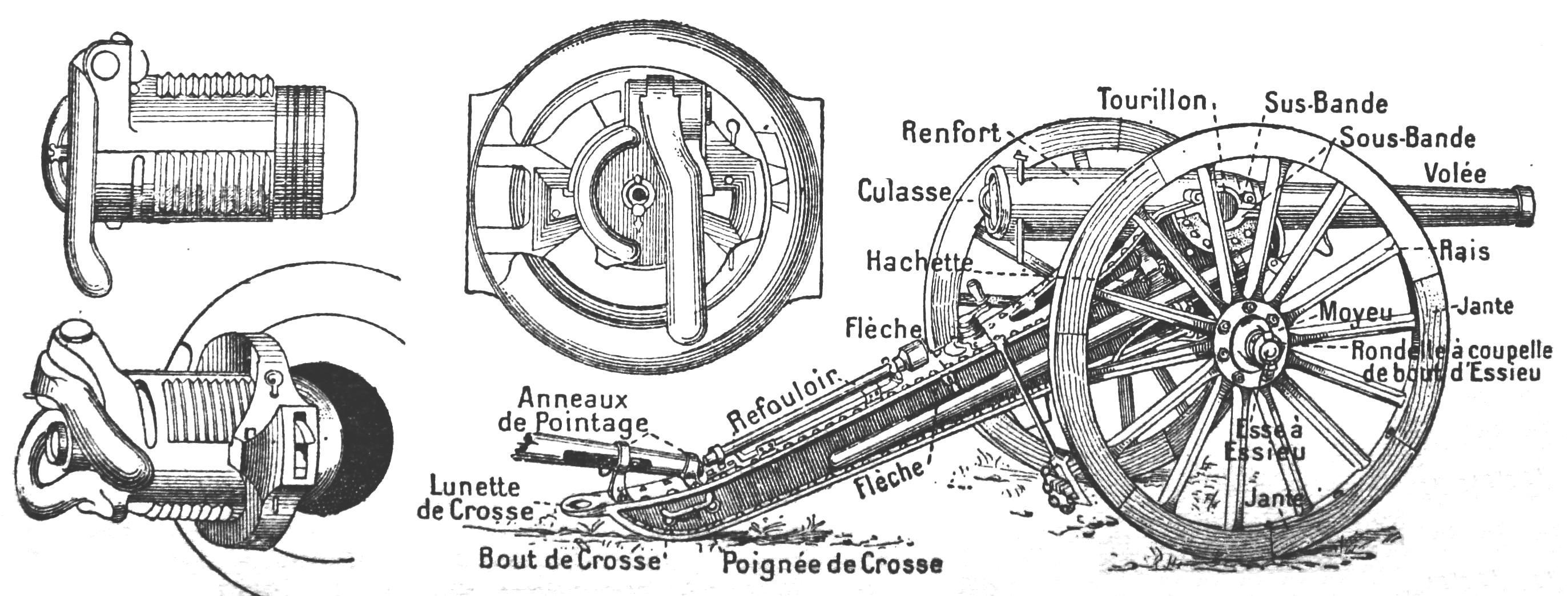
ド・バンジュ90 mm野砲の閉鎖メカニズム

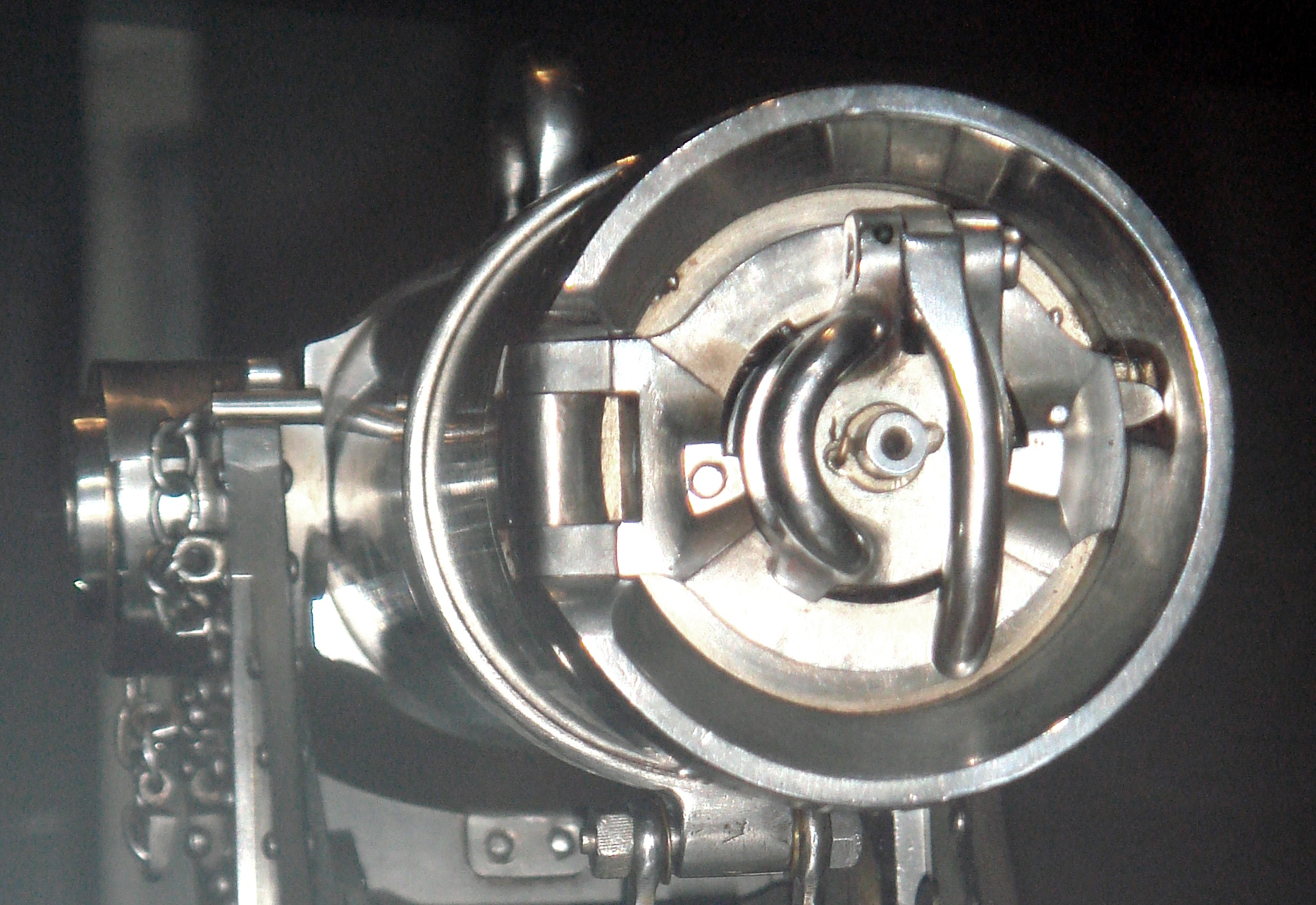
尾栓側から見た155 mm重砲。 フランス軍事博物館

19世紀中盤から後装式の大砲を開発する多くの試みがなされてきたが、その閉鎖機構は部分的な成功と言える程度のものであった。発砲の際に、装薬の燃焼による高温のガスが漏れ出すことにより、パワーロスが生じるだけでなく、砲手が焼かれてしまう可能性もあった。小型のライフル銃では、ゴムまたは他の素材によるOリングを用いることができたが、大型の大砲では適切なシステムは容易に実現出来なかった。発砲の際の熱と圧力に耐えうる素材はいくつかあったが、ゴムのように自然に伸びるものはなく、従って強固な密閉ができなかった。
1872年、ド・バンジュは新たな大砲用閉鎖機構である、ド・バンジュ式緊塞方式を設計した。この設計では尾栓ブロックは3つの部品から構成されていた；後部の隔螺式（ネジ溝が一部にのみ彫ってある）のロック機構、尾栓を密閉するためのグリースを染みこませたドーナッツ型のアスベストパッド（緊塞環）、及びその前方の円形の可動式「ノーズコーン（遊頭）」である。発砲時にガス圧を受けてノーズは後退しアスベストパッドを圧迫するが、このときアスベストパッドは外側に広がるため、尾栓を密閉できる 。フランスでは、このノーズコーンをその形状から「きのこ型」と呼んだ。
操作は、通常尾栓の右側についているハンドルレバーで行う。レバーを引き上げ、尾栓を反時計回りにネジ溝がない場所まで回転させて、ロックを解除する。尾栓全体をリング型のホルダーに沿って後部にスライドさせる。尾栓ホルダーは片側（通常は左側）にヒンジがついており、引き出した尾栓を横に開くことにより、砲弾の装填が可能になる。
ド・バンジュ式緊塞方式はアメリカ海軍やイギリス海軍を含む、多くの軍で採用された。ド・バンジュが発明した方式は、現在でもなお使用されている。原型であるド・バンジュ式緊塞方式からの現在までの唯一の大きな進歩は、階段断隔螺式尾栓であるウェリン型尾栓（Welin breech block）の導入であり、これにより尾栓の耐力面積が増え、尾栓自体を小型化することができた。他の閉塞機構も使用されているが、ド・バンジュ式はそれらにも広く使用されている。

### 大砲の製造

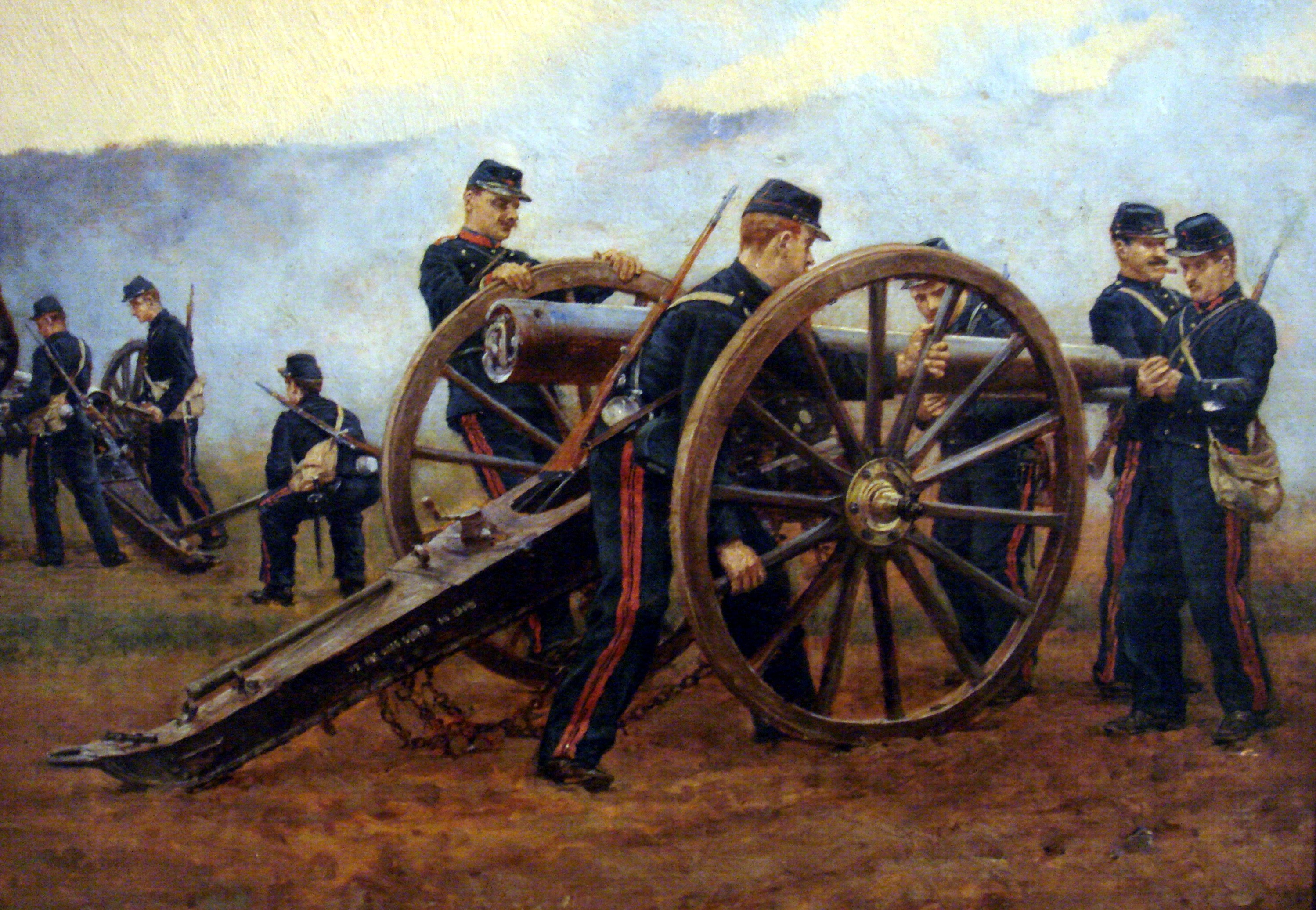
90mmド・バンジュ野砲、1898年。 Etienne-Prosper Berne-Bellecourt（1838年-1910年）画。フランス軍事博物館

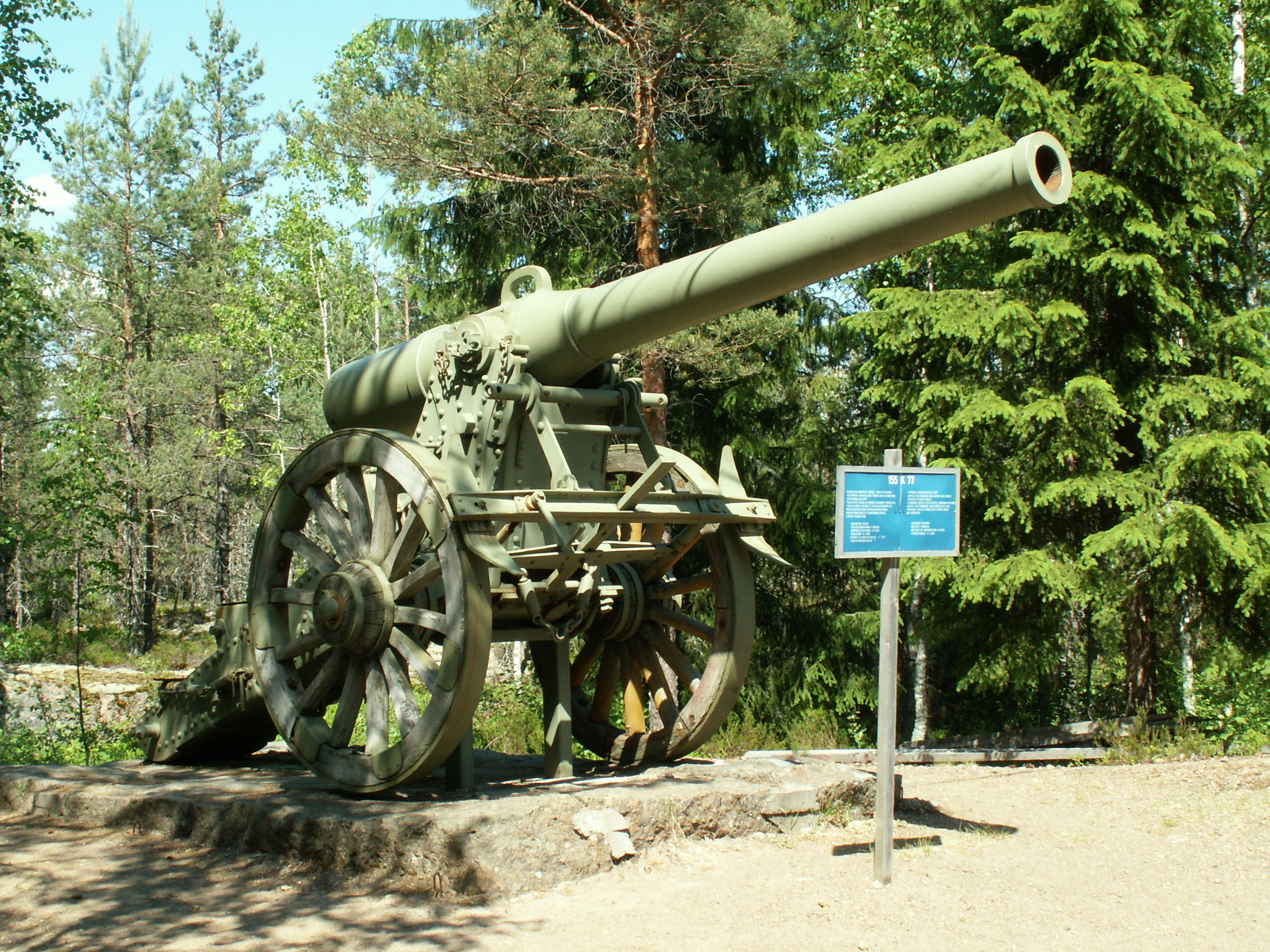
155mmド・バンジュ重砲（1877年）

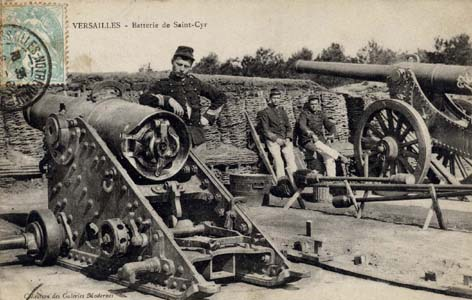
220mmド・バンジュ臼砲

1873年、ド・バンジュはフランス軍の軽砲及び重砲の再設計のため 、パリの中央補給廠にある精密武器研究所（Atelier-de-précision）の部長となった 。
1877年から1881年にかけて、ド・バンジュはド・バンジュ90mm砲（野砲、1877年）、ド・バンジュ80mm砲（山砲、1878年）、ド・バンジュ120mm重砲（1878年）、ド・バンジュ155mm重砲（1877年）、ド・バンジュ220mm重臼砲（1880年）、ド・バンジュ220mm及び240mm要塞砲等を設計した。これらの砲のいくつかは、19世紀末の植民地戦争や第一次世界大戦で使用され、第二次世界大戦で使用された例もある。当時の他の大砲と同じく、ド・バンジュ砲は駐退機が無いため後座を起こし、発砲毎に狙いを定める必要があったため、発射速度が遅くなるという欠点を有していた。この問題が解決されるのは有名なM1897 75mm野砲を待たねばならなかった。
1882年から1889年までド・バンジュはカイル工業（Société Anonyme des Anciens Etablissements Cail）の部長となり 、武器の開発と輸出に従事し、セルビア等に銃器を販売した。

## 関連物
ヴェルサイユ市には、彼の名前を冠した「ド・バンジュ大佐通り」（Rue du Colonel de Bange）がある。

### ド・バンジュ155mmカノン（1877年）

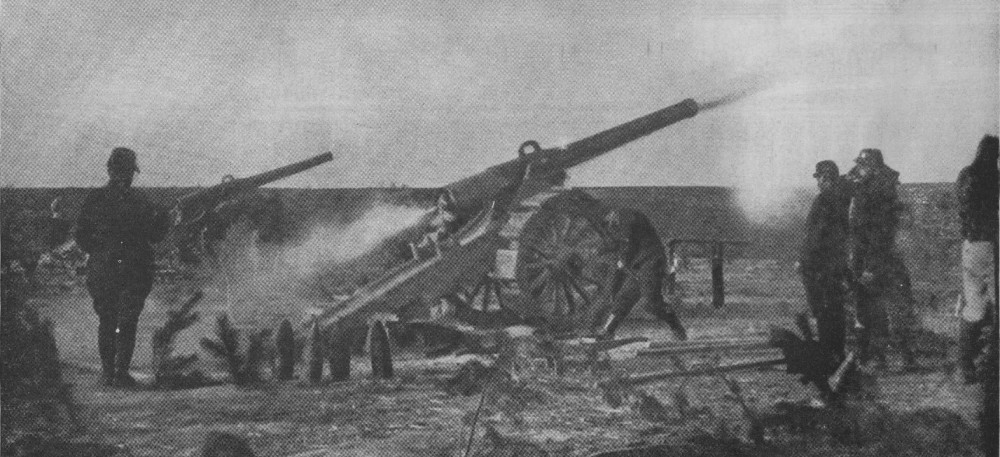
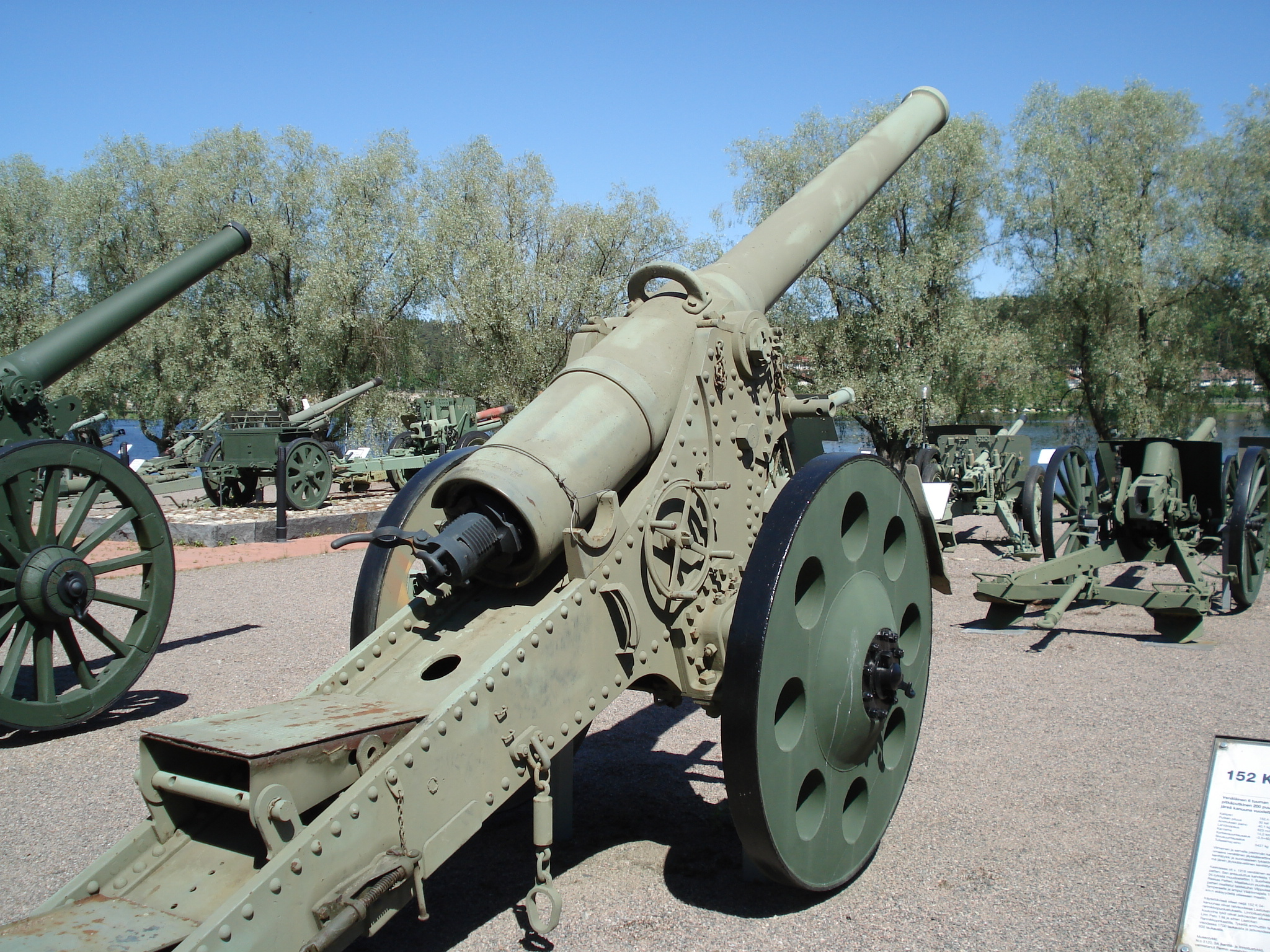
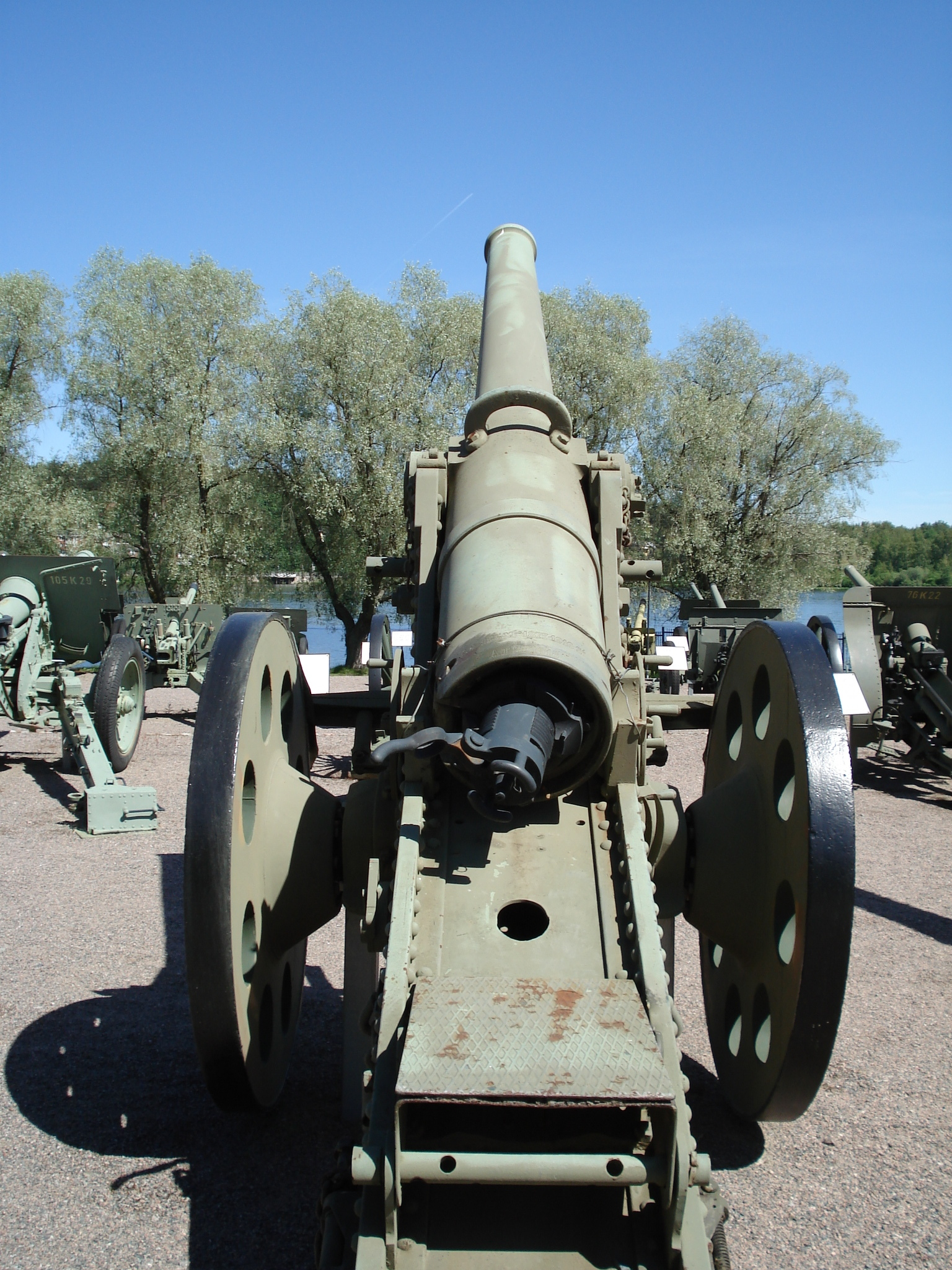

### ド・バンジュ220mm臼砲（1880年）

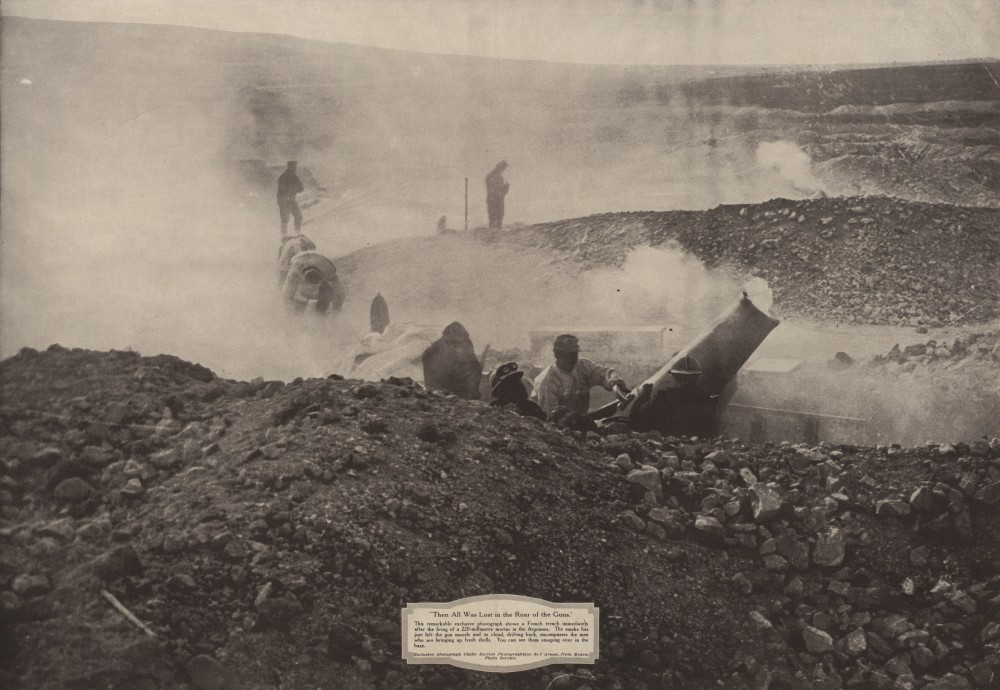
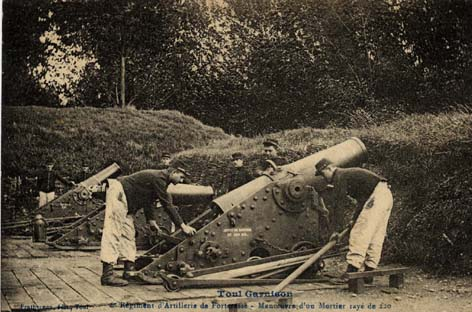
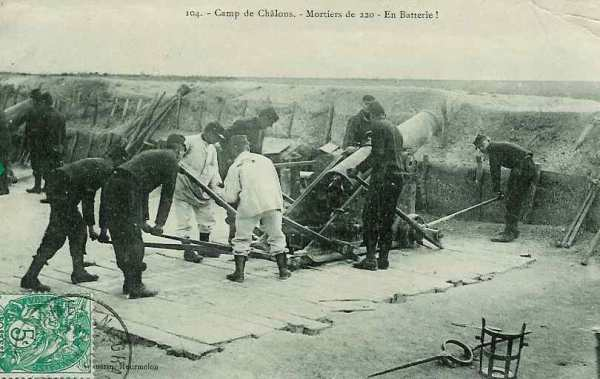
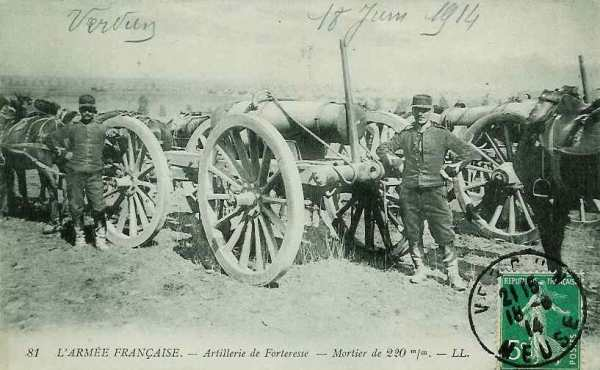